# Гандвалла Бвана
Гандвалла Бвана (англ. Handwalla Bwana, нар. 25 червня 1997, Момбаса) — кенійський футболіст, півзахисник американського клубу «Сіетл Саундерз».
Чемпіон MLS.

## Ігрова кар'єра
Народився 25 червня 1997 року в місті Момбаса. У 2010 році його сім'я отримала дозвіл на переселення в США, спочатку кілька місяців прожила в Атланті, пізніше перебралася в Сіетл. У нього 11 братів і сестер. Бвана - мусульманин. Вихованець юнацьких команд футбольних клубів «Сіетл Саундерз» і  «Вашингтон Хаскіз».
У дорослому футболі дебютував 2015 року виступами за команду «Сіетл Саундерз 2», в якій провів один сезон, взявши участь у 6 матчах чемпіонату United Soccer League. 
До складу клубу «Сіетл Саундерз» приєднався 2018 року. Станом на 21 жовтня 2019 року відіграв за команду з Сіетла 27 матчів в чемпіонаті MLS. Влітку 2019 став переможцем плей-офф Major League Soccer.

## Статистика виступів

### Статистика клубних виступів
| Сезон             | Команда           | Чемпіонат         | Чемпіонат | Чемпіонат | Національний кубок | Національний кубок | Національний кубок | Континентальні кубки | Континентальні кубки | Континентальні кубки | Інші змагання | Інші змагання | Інші змагання | Усього | Усього | Усього |
| Сезон             | Команда           | Ліга              | Ігор      | Голів     | Ліга               | Ігор               | Голів              | Ліга                 | Ігор                 | Голів                | Ліга          | Ігор          | Голів         | Ігор   | Голів  |        |
| ----------------- | ----------------- | ----------------- | --------- | --------- | ------------------ | ------------------ | ------------------ | -------------------- | -------------------- | -------------------- | ------------- | ------------- | ------------- | ------ | ------ | ------ |
| 2018              | «Сіетл Саундерз»  | MLS               | 13        | 2         | КС                 | 0                  | 0                  | ЛЧК                  | 1                    | 0                    |               | -             | -             | 14     | 2      |        |
| 2019              | «Сіетл Саундерз»  | MLS               | 15        | 1         | КС                 | 1                  | 0                  |                      | -                    | -                    |               | -             | -             | 16     | 1      |        |
| Усього за кар'єру | Усього за кар'єру | Усього за кар'єру | 28        | 3         |                    | 1                  | 0                  |                      | 1                    | 0                    |               | -             | -             | 30     | 3      |        |